# Epic Holiday
Singles de Angels & Airwaves
Hallucinations
(2009) Anxiety
(2011)
Pistes de Love
Shove
(4) Hallucinations
(6)
Epic Holiday est une chanson du groupe Angels & Airwaves qui apparaît sur l'album Love. C'est le second et dernier single de l'album sorti début 2011. 

## Liste des pistes
| Epic Holiday | Epic Holiday | Epic Holiday      | Epic Holiday | Epic Holiday | Epic Holiday | Epic Holiday | Epic Holiday | Epic Holiday | Epic Holiday |
| No           | Titre        | Auteur            | Durée        |              |              |              |              |              |              |
| ------------ | ------------ | ----------------- | ------------ | ------------ | ------------ | ------------ | ------------ | ------------ | ------------ |
| 1.           | Epic Holiday | Angels & Airwaves | 4:38         |              |              |              |              |              |              |
| 4:38         |              |                   |              |              |              |              |              |              |              |